# Il ritorno (romanzo rosa)
Il ritorno è un romanzo drammatico del 2002 scritto da Sharon Sala. È il numero 231 della serie I nuovi bestsellers.

## Trama
Catherine poco prima della scomparsa della nonna Annie, apprendere di essere figlia di una coppia di giovani morti il giorno stesso della sua nascita. Dopo tale scoperta e successivamente alla morte della nonna adottiva, la giovane decide di tornare a Camarune per seppellirla e raccogliere le sue cose dal suo cottage.
Quando arriva a Camarune incontra subito la diffidenza degli abitanti in quanto Annie era considerata una strega.
Durante la sua permanenza si innamora ricambiata da Luke lo sceriffo. Durante i giorni di permanenza nel cottage, trova i diari della nonna e da quello che legge apprende che Annie era in ottimi rapporti con tutti gli abitanti del villaggio e durante la guerra guadagnava qualche soldo vendendo erbe medicinali.
Dopo un attacco di coscienza, Nellie decide di convocare tutti i paesani di Camarune per confessare una sua colpa del passato. Quando lei e Annie era no giovani, lei aveva avuto un aborto spontaneo, ma anziché fidarsi di Annie, aveva creato la diceria che Annie fosse una strega, riabilitando la memoria dell'amica ormai defunta. Successivamente a tale rivelazione, Catherine reincontra suo padre, creduto morto da tutti e accetta la proposta di matrimonio di Luke.

## Edizioni
- Sharon Sala, Il ritorno, traduzione di Sofia Gatti, 1ª ed., Milano, Harlequin mondadori, 2002,  p. 337.